# Anquan Boldin
Anquan Kenmile Boldin (Pahokee, 3 ottobre 1980) è un ex giocatore di football americano statunitense che ha militato nel ruolo di wide receiver nella National Football League. Fu scelto dagli Arizona Cardinals nel corso del secondo giro del Draft NFL 2003. Al college giocò a football a Florida State.

## Carriera professionistica

### Arizona Cardinals
Nella sua stagione da rookie, Boldin stabilì il record NFL per il maggior numero di yard ricevute in una partita da un rookie (217), pareggiò il record di Billy Sims per il maggior numero di yard dalla linea di scrimmage per un rookie alla sua prima partita (217) e detiene il record NFL per il maggior numero di ricezioni nelle prime 26 gare della carriera (157). Fu inoltre il primo a raggiungere le 300 ricezioni in carriera (47 gare) e terminò la stagione con 101, oltre ad essere stato l'unico rookie ad essere convocato per il Pro Bowl.
Nel 2005, malgrado avesse saltato alcune partite per infortunio, Boldin superò nuovamente la quota di 100 ricezioni per 1.400 yard. Il punto più alto della stagione fu contro i San Francisco 49ers il 4 dicembre quando segnò il touchdown della vittoria 17-10 dopo aver superato diversi tackle. Quell'anno, lui e il suo compagno wide receiver Larry Fitzgerald divenne solamente il terzo duo della stessa squadra della storia a superare le 100 ricezioni e le 1.400 yard a testa. Essi raggiunsero Herman Moore e Brett Perriman dei Detroit Lions nel 1995 e Torry Holt e Isaac Bruce dei St. Louis Rams nel 2000.
Dopo aver messo a segno 83 ricezioni per 1.203 yard e 4 touchdown nel 2006, Boldin fu selezionato per giocare il suo secondo Pro Bowl.
Boldin fu nominato capitano offensivo dei Cardinals la stagione 2007 e divenne il più veloce giocatore nella storia della NFL a raggiungere le 400 ricezioni durante quella stagione.
Il 28 settembre 2008, Boldin fu trasporta fuori dal campo di gioco dopo un violento scontro casco-contro-casco nella end zone con 27 secondi rimanenti nella sconfitta dei Cardinals 56–35 coi New York Jets. Mentre stava tentando di ricevere un lungo passaggio di Kurt Warner, Boldin fu colpito alla schiena dalla free safety Kerry Rhodes e poi il suo viso colpì l'elmetto della strong safety Eric Smith, con entrambi che caddero a terra incoscienti. Smith dopo pochi istanti riuscì a rimettersi in piedi. Dopo diversi minuti, Boldin fu portato in barella fuori dal campo. Egli lasciò la partita dopo aver ricevuto 10 palloni per 119 yard e un touchdown. Il 4 ottobre 2008, coach Ken Whisenhunt annunciò che Boldin sarebbe rimasto fuori per un periodo indefinito a causa di una frattura nasale. Boldin tornò dopo tre settimane e ricevette 9 passaggi per 63 yard e 2 touchdown contro i Carolina Panthers. Boldin, Fitzgerald e Steve Breaston, che era stato il sostituto di Anquan, divennero il terzo trio a ricevere 1.000 yard stagionali a testa nella storia della NFL.
Nel dicembre 2008, Boldin divenne il più veloce giocatore della storia a raggiungere le 500 ricezioni. Il 3 gennaio 2009, nella sua prima partita di playoff, contro gli Atlanta Falcons nel turno delle wild card, Boldin ebbe una presa da 71 yard e segnò un touchdown su corsa. Nel Super Bowl XLIII, perso contro i Pittsburgh Steelers, Boldin ricevette 8 passaggi per 84 yard.
Il 26 maggio 2009, secondo Mike Sando di ESPN, Anquan Boldin licenziò il suo agente Drew Rosenhaus. Successivamente assunse Tom Condon.
Il 15 novembre 2009, in una gara contro i Seattle Seahawks, Boldin divenne il quinto più veloce giocatore della storia della NFL a raggiungere le 7.000 yard ricevute.

### Baltimore Ravens
Il 5 marzo 2010 Boldin fu scambiato coi Baltimore Ravens in cambio delle scelte del terzo, quarto e quinto giro del Draft NFL 2010. Boldin firmò un contratto triennale del valore di 25 milioni di dollari, oltre all'anno che gli spettava dal precedente contratto, portando l'accordo totale a 28 milioni per 4 anni, compresi 10 milioni garantiti. Il 26 settembre 2010, contro i Cleveland Browns, in una gara dove ricevette 8 passaggi per 142 yard e 3 touchdown, divenne il più veloce giocatore della storia a raggiungere le 600 ricezioni, in sole 98 partite. Boldin vinse il premio di giocatore offensivo della settimana della AFC per questa prestazione. Boldin segnò 7 TD nella sua prima stagione coi Baltimore Ravens. In totale accumulò 836 yard su ricezione. Anquan Boldin inoltre nei Divisional Playoff contro gli Houston Texans riuscì a ricevere un disperato passaggio ad una sola mano. In totale in quella partita ricevette 4 passaggi per 73 yard con un 1 touchdown. I Ravens vinsero 20-13 ma furono eliminati nel turno successivo.

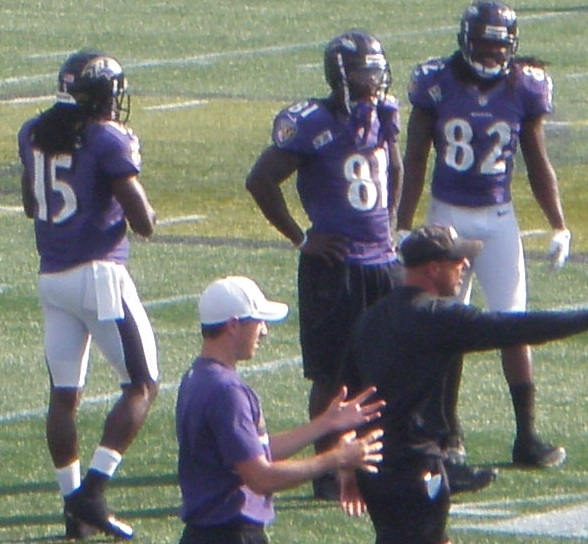
Boldin (81) con Torrey Smith e LaQuan Williams nel 2012.

Nella stagione 2011, Boldin giocò da titolare le prime 14 partite della stagione, prima di saltare le ultime due gare di stagione regolare. con i Ravens già vincitori della propria division. Anquan totalizzò 887 yard segnando tre touchdown. I Ravens avanzarono fino alla finale della AFC dove furono eliminati in una gara equilibratissima dai New England Patriots.
Il 10 settembre 2012, Boldin iniziò la stagione nel migliore dei modi contribuendo alla netta vittoria dei Ravens contro i Cincinnati Bengals per 44-13. Anquan ricevette 4 passaggi per 63 yard e segnò un touchdown su un passaggio da 34 yard di Joe Flacco. Nel Thursday Night Football della settimana 4 i Ravens vinsero contro i loro rivali di division, i Cleveland Browns: Anquan ricevette 9 passaggi per 131 yard. Nella settimana 5 Baltimore si portò su un record di 4-1 con la vittoria sui Chiefs con il ricevitore che guidò la squadra con 82 yard ricevute. I Ravens vinsero la quarta gara consecutiva nella settimana 6 contro i Dallas Cowboys con Boldin che ricevette 98 yard.
Nella settimana 13 i Ravens sprecarono un vantaggio di 10 punti alla fine del primo tempo perdendo contro gli Steelers e interrompendo una striscia di 15 vittorie consecutive in casa. Boldin ricevette 81 yard e segnò il secondo touchdown su ricezione dell'anno.

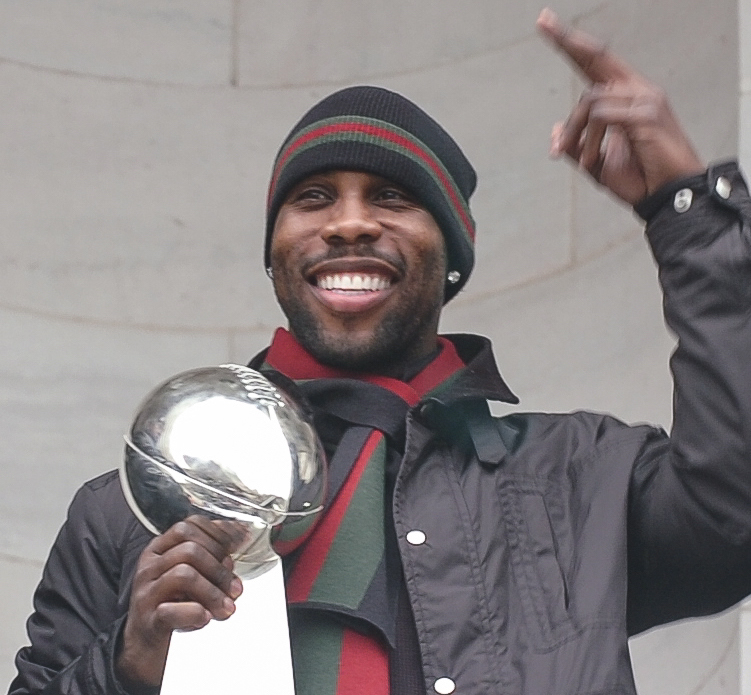
Boldin durante la parata per la vittoria del Super Bowl

Nella settimana successiva Boldin superò il traguardo delle 10.000 yard ricevute in carriera quando ne totalizzò 78 e segnò due touchdown nella sconfitta ai supplementari contro i Redskins. Il 23 dicembre, battendo nettamente i Giants, i Ravens si assicurarono il secondo titolo di division consecutivo con Anquan che guidò la squadra con 93 yard ricevute.
Il 6 gennaio 2013, Boldin stabilì il record di franchigia ricevendo 145 yard e segnando un touchdown nella vittoria sui Colts nel primo turno di playoff. Il 12 gennaio 2013, in uno Sports Authority Field at Mile High congelato, andò in scena una delle partite più memorabili della storia dei playoff NFL. Contro i Denver Broncos, sotto di sette punti a un minuto dal termine, i Ravens riuscirono prima a impattare la gara e poi a vincere grazie a un field goal dopo due tempi supplementari. Boldin concluse la gara con 6 ricezioni per 71 yard. Nella finale della AFC Baltimore batté in trasferta i New England Patriots qualificandosi per il secondo Super Bowl della storia della franchigia. Boldin fu fondamentale nella vittoria ricevendo 60 yard e segnando due touchdown. Il 3 febbraio 2013, Boldin partì come titolare nel Super Bowl XLVII contribuendo con 104 yard ricevute e un touchdown alla vittoria dei Ravens sui San Francisco 49ers per 34-31, laureandosi per la prima volta campione NFL. A fine anno fu classificato al numero 93 nella classifica dei migliori cento giocatori della stagione.

### San Francisco 49ers

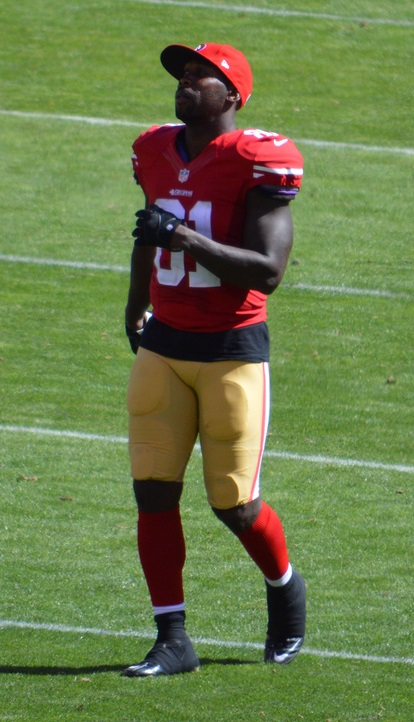
Anquan Boldin con la maglia dei 49ers nella gara di debutto del 2013.

L'11 marzo 2013, Boldin fu scambiato coi 49ers per una scelta del sesto giro del Draft NFL 2013. Anquan ebbe uno spettacolare debutto coi Niners nella vittoria della settimana 1 sui Packers, ricevendo 13 passaggi per 208 yard e un touchdown da Colin Kaepernick. Per Boldin fu la gara numero 34 in carriera in cui superò le cento yard ricevute. Per questa prestazione fu premiato come Giocatore offensivo della NFC della settimana. Dopo due sconfitte consecutive contro Seattle Seahawks e Colts in cui Boldin disputò delle gare negative (fu tenuto a una sola ricezione contro Seattle), nella settimana 4 ricevette 90 yard e segnò un touchdown nella vittoria sui St. Louis Rams. Tornò a segnare solamente nella settimana 11, in cui i Niners furono sconfitti in casa dei Saints. La settimana successiva disputò la sua migliore prestazione da quella del turno di debutto ricevendo 94 yard e segnando due touchdown nella agevola vittoria sui Redskins.
Il 23 dicembre contro i Falcons, nell'ultima gara della storia della stagione regolare disputata a Candlestick Park, Boldin segnò il suo sesto touchdown sigillando la vittoria dei Niners e la loro qualificazione ai playoff. Con 72 yard ricevute superò per la prima volta le mille stagionali dal 2009. Nell'ultimo turno del 2013, i Niners batterono nel finale i Cardinals con 149 yard e un TD ricevuti da Anquan, nella prima volta che affrontò la sua ex squadra da quando fu scambiato nel 2009.
Dopo aver battuto nel primo turno di playoff i Green Bay Packers, i Niners superarono in trasferta anche i Carolina Panthers in una gara in cui Boldin guidò la squadra con 8 ricezioni per 136 yard. La settimana successiva, nella finale della NFC in casa dei rivali di division di Seattle, San Francisco fu sconfitta per 23-17 chiudendo la sua stagione. Anquan guidò ancora i suoi con 53 yard ricevute e segnò il loro unico TD su ricezione.
Il 3 marzo 2014, Boldin firmò un prolungamento contrattuale biennale del valore di 12 milioni di dollari coi 49ers. La sua migliore prestazione dell'anno la disputò nel dodicesimo turno quando ricevette 9 passaggi per 137 yard e il quarto TD del 2014, trascinando i Niners alla vittoria casalinga sui Redskins, la terza consecutiva. Nell'ultimo turno ricevette un passaggio da touchdown da 76 yard superando per il secondo anno consecutivo, il settimo complessivo, le mille yard stagionali, risultando il miglior ricevitore della squadra.
Il 27 dicembre 2015, nel penultimo turno di campionato, Boldin divenne il tredicesimo giocatore della storia a ricevere mille passaggi in carriera. La sua annata si chiuse guidando la squadra sia in yard ricevute (789) che in TD su ricezione (4, assieme a Torrey Smith). Il 6 febbraio 2016 fu premiato con il Walter Payton NFL Man of the Year Award per il suo impegno nell'ambito della beneficenza.

### Detroit Lions
Il 26 luglio 2016, il trentacinquenne Boldin firmò con i Detroit Lions. Nella settimana 14 superò Andre Johnson al decimo posto nella classifica delle yard ricevute in carriera.
Dopo avere passato la pre-stagione 2017 con i Buffalo Bills, il 20 agosto 2017 annunciò il proprio ritiro.

## Palmarès

### Franchigia
- Super Bowl : 1

Baltimore Ravens: XLVII
- National Football Conference Championship: 1

Arizona Cardinals: 2008
- American Football Conference Championship: 1

Baltimore Ravens: 2012

### Individuale
- Convocazioni al Pro Bowl: 3

2003, 2006, 2008
- All-Pro: 1

2003
- Rookie offensivo dell'anno - 2003
- PFWA All-Rookie Team - 2003
- Walter Payton Award - 2015
- Club delle 10.000 yard ricevute in carriera

## Statistiche
| Partite totali         | 172    |
| Partite da titolare    | 169    |
| Ricezioni              | 940    |
| Yard su ricezione      | 12.406 |
| Touchdown su ricezione | 70     |

Statistiche aggiornate alla stagione 2014

### Record NFL
- Maggior numero di ricezioni in una stagione da rookie: 101[38]
- Maggior numero di yard ricevute nella prima gara in carriera: 217
- Maggior numero di ricezioni nelle prime 26 gare in carriera: 157
- Giocatore più rapido a raggiungere le 200 ricezioni in carriera (in 34 gare)
- Giocatore più rapido a raggiungere le 300 ricezioni in carriera (in 47 gare)[39]
- Giocatore più rapido a raggiungere le 400 ricezioni in carriera (in 67 gare)[40]
- Giocatore più rapido a raggiungere le 500 ricezioni in carriera (in 80 gare)[40]